# Стабрук
Стабрук (на нидерландски: Stabroek) е селище в Северна Белгия, провинция Антверпен. Разположено е на границата с Нидерландия, на 9 km северно от центъра на град Антверпен. Населението му е около 17 600 души (2006).